# Taohua (köpinghuvudort i Kina, Jiangxi Sheng, lat 28,65, long 115,87)
Taohua är en köpinghuvudort i Kina. Den ligger i provinsen Jiangxi, i den sydöstra delen av landet, nära eller i provinshuvudstaden Nanchang. Antalet invånare är 39 007. Befolkningen består av 18 329 kvinnor och 20 678 män. Barn under 15 år utgör 18,0 %, vuxna 15-64 år 77 %, och äldre över 65 år 3,0 %.
Runt Taohua är det tätbefolkat, med 493 invånare per kvadratkilometer. Närmaste större samhälle är Nanchangshi, 3,1 km öster om Taohua. Runt Taohua är det i huvudsak tätbebyggt.
Genomsnittlig årsnederbörd är 2 096 millimeter. Den regnigaste månaden är juni, med i genomsnitt 340 mm nederbörd, och den torraste är oktober, med 36 mm nederbörd.